# Julius von Kennel
Julius von Kennel, známý také jako profesor Julius Thomas von Kennel (10. června 1854, Schwegenheim bei Germersheim, Německo – 24. ledna 1939, Mnichov, Německo) byl estonský přírodovědec, zoolog a entomolog německého původu. Zabýval se hlavě skupinou malých motýlů (Microlepidoptera) a to převážně s čeledí obalečů (Tortricidae). Během svého života působil jako profesor zoologie na univerzitě v Tartu. Jeho soukromá sbírka hmyzu (převážně Tortricidae) je uložena cca od roku 1922 v zoologickém muzeu v Rize.